# 圣西尔 (索恩-卢瓦尔省)
圣西尔（法語：Saint-Cyr，法語發音：[sɛ̃ siʁ]）是法国索恩-卢瓦尔省的一个市镇，属于索恩河畔沙隆区。

## 地理
圣西尔（46°40'51"N, 4°53'23"E）面积13.12 平方千米，位于法国勃艮第-弗朗什-孔泰大區索恩-卢瓦尔省，该省份为法国中部省份，北起顺时针与科多尔省、汝拉省、安省、罗讷省、卢瓦尔省、阿列省和涅夫勒省接壤。
与圣西尔接壤的市镇（或旧市镇、城区）包括：大瓦雷讷、格罗讷河畔博蒙、索恩河畔日尼、馬爾奈、圣昂布勒伊、大塞讷塞。

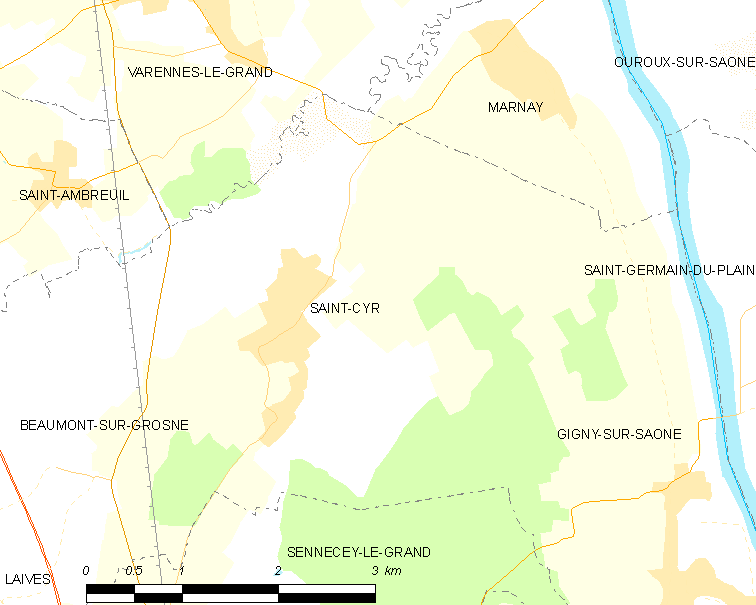
的OSM定位图

圣西尔的时区为UTC+01:00、UTC+02:00（夏令时）。

## 行政
圣西尔的邮政编码为71240，INSEE市镇编码为71402。

## 政治
圣西尔所属的省级选区为图尔尼县。

## 人口

1962-2008年间人口变化图示

圣西尔于2022年1月1日时的人口数量为765人。